# Batist

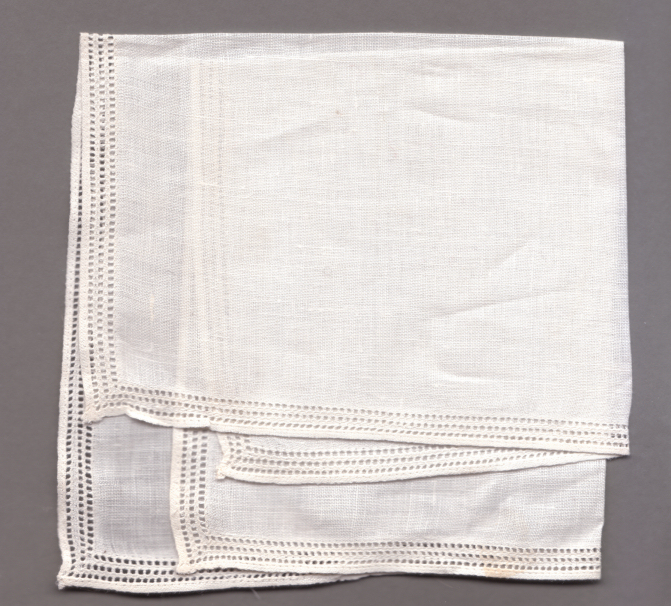
Zakdoek van batist

Batist is een fijndradig weefsel in effenbinding, oorspronkelijk gemaakt van linnen, maar later ook van katoen of wol. Het weefsel is min of meer doorschijnend en het wordt gebruikt voor zakdoeken, blouses, mutsjes en dergelijke. Ook fijn textiel in de katholieke liturgie is vaak uit batist vervaardigd.
De naam zou van de linnenwever Baptiste de Cambrai komen, die in de 13de eeuw in Kamerijk werkzaam was. Hier is echter geen historisch bewijs voor. Een andere mogelijke verklaring is dat het is afgeleid van het Indische woord 'bastas', dat 'wit katoen' betekent.
Soms wordt voor batist de aanduiding kamerdoek of het Engelse cambrics gebruikt, maar dit is een ander materiaal. Ook wordt wel de naam nainsouk gebruikt.

## Soorten
- Katoenbatist of wasbatist. Voor onderkleding en zakdoeken
- Makobatist, uit gekamde makokatoen (fijne Egyptische katoen). Fijner en gelijkmatiger dan katoenbatist
- Linnenbatist, ook wel linnen voile. Zachtglanzend en half doorzichtig. Voor zakdoeken
- Wolbatist, uit kamgaren. Kreukt minder dan katoenbatist, vaak in de streng geverfd. Voor dameskleding
- Zijdenbatist, uit katoen, gemerceriseerd, gekalanderd en met azijnzuur behandeld. Voor blouses en jurken
- Glasbatist, uit makokatoen, onder spanning gemerceriseerd en behandeld met zwavelzuur. Hard, stijf weefsel. Voor kragen en manchetten
- Opaal, uit katoen, zonder spanning gemerceriseerd en behandeld met zwavelzuur. Iets doorzichtig, zachter dan glasbatist